# Zbigniew Nadratowski
Zbigniew Czesław Nadratowski (ur. 14 sierpnia 1928 w Kowalewie, zm. 2007) – polski inżynier lotnictwa, wojewoda wrocławski (od 11 grudnia 1973 do 22 stycznia 1979), przewodniczący prezydium Wojewódzkiej Rady Narodowej we Wrocławiu (od 9 marca 1972 do 9 marca 1973), poseł na Sejm PRL VI kadencji (od marca 1972 do marca 1976, pracował w nim w Komisji Budownictwa i Gospodarki Komunalnej oraz w Komisji Nauki i Postępu Technicznego).

## Życiorys
Syn Mieczysława i Stanisławy. Od początku (1948) należał do Polskiej Zjednoczonej Partii Robotniczej. Ukończył studia na Politechnice Wrocławskiej (1953). W latach 1953–1967 był pracownikiem Wytwórni Sprzętu Komunikacyjnego w Rzeszowie, m.in. dyrektorem technicznym, a w latach 1967–1972 dyrektorem naczelnym Kombinatu „Delta-Hydral” we Wrocławiu. Od 1974 do 1979 zasiadał w egzekutywie Komitetu Wojewódzkiego PZPR we Wrocławiu.
Został nominowany na wojewodę po tym, jak przewidziany wcześniej na tę funkcję Marian Czuliński podjął decyzję o zburzeniu w 1975 zabytkowych Młynów Świętej Klary we Wrocławiu, za co ukarany został przeniesieniem na mniej eksponowane stanowisko. Zbigniew Nadratowski natomiast został odwołany z funkcji wojewody po „zimie stulecia” 1978/1979: obciążono go przed opinią publiczną nieoficjalnie („propagandą szeptaną”) za tragiczne skutki wyłączenia z eksploatacji wrocławskiej elektrociepłowni tuż po Nowym Roku w 1979. W rzeczywistości przyczyną tego wyłączenia było wstrzymanie zasilania pieców w miał węglowy, który przechowywany był na odległym o kilkaset metrów od pieców elektrociepłowni składowisku; podczas Sylwestra w 1978 padał silny deszcz, a w ciągu kilku godzin temperatura spadła znacznie poniżej zera i źle zabezpieczony przed warunkami atmosferycznymi taśmociąg zamarzł tak, że mimo wsparcia wezwanego do pomocy wojska nie udało się utrzymać funkcjonowania pieców; za ten zbieg okoliczności i niedbalstwa w jednym z przedsiębiorstw trudno obciążać odpowiedzialnością wojewodę, kiedy źle przygotowane na taką okoliczność agregaty prądotwórcze szpitali (w tym położniczych) nie były im w stanie dostarczyć dostatecznej ilości energii. W sprawie tej nigdy nie przeprowadzono dochodzenia i nikogo oficjalnie nie oskarżono, a wojewoda w rzeczywistości odwołany został przez ówczesne władze PZPR za nieprawidłowości, których miał się dopuścić przy zakupie willi na wrocławskich Krzykach (oczyszczony z tych zarzutów wyrokiem sądu po 1989). Na stanowisku wojewody Zbigniewa Nadratowskiego zastąpił Janusz Owczarek.
W grudniu 1981 Zbigniew Nadratowski był jednym z trzydziestu kilku (34 lub 36) byłych przywódców państwowych i członków nomenklatury politycznej PZPR internowanych w związku z wprowadzeniem stanu wojennego; zwolniony formalnie w listopadzie 1982.

## Odznaczenia
- Krzyż Kawalerski Orderu Odrodzenia Polski
- Złoty Krzyż Zasługi
- Srebrny Krzyż Zasługi (1955)[4][5]